# Lijst van rijksmonumenten in Hollands Kroon

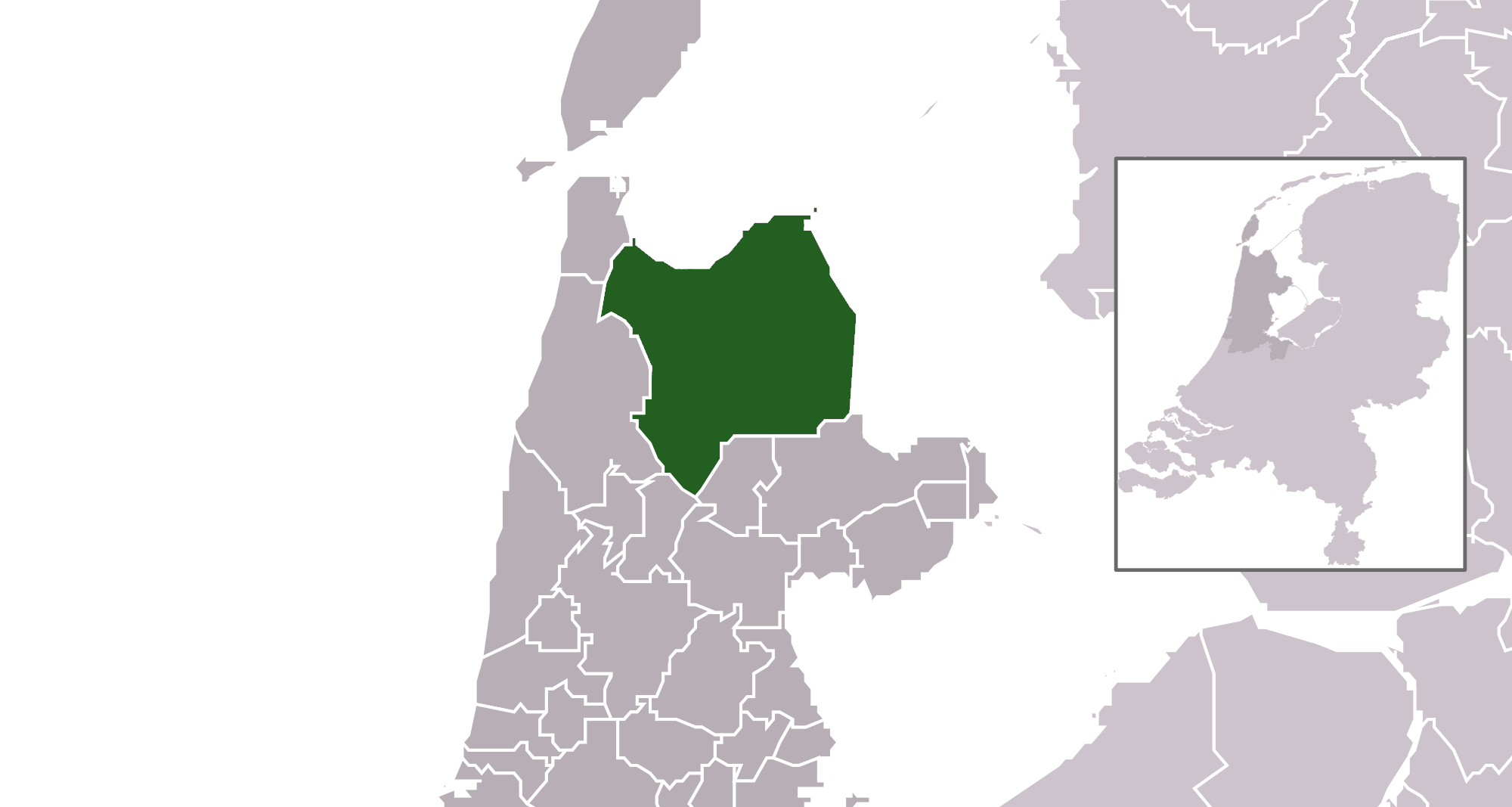
Hollands Kroon

De gemeente Hollands Kroon telt 128 inschrijvingen in het rijksmonumentenregister, hieronder volgt een overzicht. 
Voor een overzicht van beschikbare afbeeldingen zie de categorie Rijksmonumenten in Hollands Kroon op Wikimedia Commons.

## 't Veld
De plaats 't Veld telt 1 inschrijving in het rijksmonumentenregister.
| Object    | Oorspronkelijke functie?  | Bouwjaar | Architect | Locatie    | Coördinaten?                  | Nr.?   | Afbeelding  |
| --------- | ------------------------- | -------- | --------- | ---------- | ----------------------------- | ------ | ----------- |
| Molenromp | Industrie- en poldermolen | 1860     |           | Koggeweg 3 | 52° 44' 11" NB, 4° 52' 35" OL | 527490 | Upload foto |

## Anna Paulowna
De plaats Anna Paulowna telt 1 inschrijving in het rijksmonumentenregister.
| Object          | Oorspronkelijke functie? | Bouwjaar | Architect | Locatie            | Coördinaten?                  | Nr.?   | Afbeelding      |
| --------------- | ------------------------ | -------- | --------- | ------------------ | ----------------------------- | ------ | --------------- |
| Wijdenes Spaans | Gemaal                   | 1873     |           | Van Ewijckvaart 3a | 52° 51' 45" NB, 4° 50' 18" OL | 512095 | Wijdenes Spaans |

## Barsingerhorn
De plaats Barsingerhorn telt 6 inschrijvingen in het rijksmonumentenregister.
| Object                                                                                                   | Oorspronkelijke functie?  | Bouwjaar     | Architect | Locatie       | Coördinaten?                  | Nr.?   | Afbeelding                                                                                               |
| --- | ------------------------- | ------------ | --------- | ------------- | ----------------------------- | ------ | --- |
| Terrein waarin terp/verhoogde woonplaats                                                                 | Archeologisch monument    | middeleeuwen |           |               | 52° 46' 21" NB, 4° 48' 43" OL | 45099  | Upload foto                                                                                              |
| Terrein waarin terp                                                                                      | Archeologisch monument    | middeleeuwen |           |               | 52° 46' 51" NB, 4° 50' 2" OL  | 45101  | Terrein waarin terp                                                                                      |
| Terrein waarin terp/verhoogde woonplaats                                                                 | Archeologisch monument    | middeleeuwen |           |               | 52° 46' 47" NB, 4° 50' 23" OL | 45102  | Terrein waarin terp/verhoogde woonplaats                                                                 |
| Boerderij van het kop-romp-type, gelegen aan de zuidzijde van de heerenweg met noklijnen haaks op de weg | Boerderij                 | 1898         |           | Heerenweg 128 | 52° 47' 3" NB, 4° 51' 10" OL  | 511058 | Boerderij van het kop-romp-type, gelegen aan de zuidzijde van de heerenweg met noklijnen haaks op de weg |
| Raadhuis                                                                                                 | Bestuursgebouw en onderdl | 1622         |           | Heerenweg 150 | 52° 47' 6" NB, 4° 51' 17" OL  | 8673   | Meer afbeeldingen                                                                                        |
| Molenromp                                                                                                | Industrie- en poldermolen | 1761         |           | Heerenweg 73A | 52° 47' 7" NB, 4° 51' 53" OL  | 525007 | Molenromp                                                                                                |

## Den Oever
De plaats Den Oever telt 25 inschrijvingen in het rijksmonumentenregister. Zie Lijst van rijksmonumenten in Den Oever voor een overzicht.

## Haringhuizen
De plaats Haringhuizen telt 4 inschrijvingen in het rijksmonumentenregister.
| Object | Oorspronkelijke functie? | Bouwjaar              | Architect | Locatie           | Coördinaten?                  | Nr.?  | Afbeelding |
| --- | ------------------------ | --------------------- | --------- | ----------------- | ----------------------------- | ----- | --- |
| Terrein waarin terp/verhoogde woonplaats                                                                              | Archeologisch monument   | middeleeuwen          |           |                   | 52° 46' 10" NB, 4° 50' 25" OL | 45100 | Terrein waarin terp/verhoogde woonplaats                                                                              |
| Willibrorduskerk | Kerk en kerkonderdeel    | eerste kwart 15e eeuw |           | Dorpsstraat 5     | 52° 46' 28" NB, 4° 49' 43" OL | 8674  | Meer afbeeldingen |
| Toren van de Willibrorduskerk                                                                                         | Kerk en kerkonderdeel    |                       |           | Dorpsstraat bij 5 | 52° 46' 28" NB, 4° 49' 43" OL | 8675  | Meer afbeeldingen |
| Huisje, nabij de Hervormde Kerk van Haringhuizen, onder zadeldak met houten geveltoppen en met zesruitsschuifvensters | Woonhuis                 |                       |           | Dorpsstraat 7     | 52° 46' 28" NB, 4° 49' 45" OL | 8676  | Huisje, nabij de Hervormde Kerk van Haringhuizen, onder zadeldak met houten geveltoppen en met zesruitsschuifvensters |

## Hippolytushoef
De plaats Hippolytushoef telt 14 inschrijvingen in het rijksmonumentenregister. Zie Lijst van rijksmonumenten in Hippolytushoef voor een overzicht.

## Kolhorn
De plaats Kolhorn telt 22 inschrijvingen in het rijksmonumentenregister. Zie Lijst van rijksmonumenten in Kolhorn voor een overzicht.

## Middenmeer
De plaats Middenmeer telt 1 inschrijving in het rijksmonumentenregister.
| Object         | Oorspronkelijke functie? | Bouwjaar | Architect        | Locatie     | Coördinaten?                  | Nr.?   | Afbeelding        |
| -------------- | ------------------------ | -------- | ---------------- | ----------- | ----------------------------- | ------ | ----------------- |
| Hervormde Kerk | Kerk en kerkonderdeel    | 1934     | G. van Hoogevest | Kerkring 1A | 52° 48' 34" NB, 4° 59' 27" OL | 516093 | Meer afbeeldingen |

## Nieuwe Niedorp
De plaats Nieuwe Niedorp telt 10 inschrijvingen in het rijksmonumentenregister. Zie Lijst van rijksmonumenten in Nieuwe Niedorp voor een overzicht.

## Oosterland
De plaats Oosterland telt 4 inschrijvingen in het rijksmonumentenregister.
| Object | Oorspronkelijke functie? | Bouwjaar | Architect | Locatie             | Coördinaten?                 | Nr.?   | Afbeelding |
| --- | ------------------------ | -------- | --------- | ------------------- | ---------------------------- | ------ | --- |
| Toren van de Michaëlskerk, forse vierkante romaanse toren met gemetselde spits                                                        | Kerk en kerkonderdeel    |          |           | Kerkweg 20          | 52° 55' 53" NB, 5° 0' 38" OL | 38932  | Meer afbeeldingen |
| Michaëlskerk, Hervormde Kerk | Kerk en kerkonderdeel    | ca. 1100 |           | Kerkweg 22          | 52° 55' 53" NB, 5° 0' 39" OL | 38933  | Meer afbeeldingen |
| Ingenieurswoning, vrijstaand woonhuis, gebouwd in het kader van de Zuiderzeewerken ten behoeve van de huisvesting van hoger personeel | Dienstwoning             | ca. 1927 |           | Gemeenelandsweg 110 | 52° 55' 58" NB, 5° 0' 30" OL | 510390 | Ingenieurswoning, vrijstaand woonhuis, gebouwd in het kader van de Zuiderzeewerken ten behoeve van de huisvesting van hoger personeel |
| Vrijstaande dubbele villa, gebouwd in het kader van de Zuiderzeewerken ten behoeve van de huisvesting van hoger personeel             | Dienstwoning             | 1928     |           | Gemeenelandsweg 116 | 52° 55' 58" NB, 5° 0' 32" OL | 510391 | Vrijstaande dubbele villa, gebouwd in het kader van de Zuiderzeewerken ten behoeve van de huisvesting van hoger personeel             |

## Oude Niedorp
De plaats Oude Niedorp telt 2 inschrijvingen in het rijksmonumentenregister.
| Object                     | Oorspronkelijke functie?  | Bouwjaar | Architect | Locatie        | Coördinaten?                 | Nr.?   | Afbeelding        |
| -------------------------- | ------------------------- | -------- | --------- | -------------- | ---------------------------- | ------ | ----------------- |
| De Hoop                    | Industrie- en poldermolen | 1641?    |           | Molenpad 1     | 52° 43' 7" NB, 4° 51' 59" OL | 30389  | Meer afbeeldingen |
| Stolpboerderij "Ruimzicht" | Boerderij                 | 1750     |           | Dorpsstraat 10 | 52° 43' 8" NB, 4° 52' 17" OL | 511063 | Meer afbeeldingen |

## Slootdorp
De plaats Slootdorp telt 5 inschrijvingen in het rijksmonumentenregister.
| Object                                                                                                  | Oorspronkelijke functie? | Bouwjaar | Architect                  | Locatie                                                            | Coördinaten?                  | Nr.?   | Afbeelding                                             |
| --- | ------------------------ | -------- | -------------------------- | ------------------------------------------------------------------ | ----------------------------- | ------ | ------------------------------------------------------ |
| Gemeenschapsgebouw van het voormalige Joodse Werkdorp Nieuwesluis, later proefboerderij Oostwaardhoeve. | Onderwijs en wetenschap  | 1934     |                            | Nieuwesluizerweg 42                                                | 52° 49' 54" NB, 4° 54' 3" OL  | 516084 | Meer afbeeldingen                                      |
| Terrein behorende bij het complex Werkdorp Nieuwesluis                                                  | Tuin, park en plantsoen  | 1934     |                            | Nieuwesluizerweg bij 42                                            | 52° 49' 55" NB, 4° 54' 3" OL  | 516085 | Terrein behorende bij het complex Werkdorp Nieuwesluis |
| De Eerste: ontginningsschuur van het type T 4-E                                                         | Opslag                   | ca. 1930 |                            | Aan de noordzijde van de Slootweg op de hoek met de Schelpenbolweg | 52° 52' 40" NB, 4° 56' 28" OL | 516092 | De Eerste: ontginningsschuur van het type T 4-E        |
| Hervormde Kerk                                                                                          | Kerk en kerkonderdeel    | 1932     | G. van Hoogevest (herstel) | Brink 55                                                           | 52° 50' 42" NB, 4° 58' 11" OL | 516094 | Meer afbeeldingen                                      |
| Boerderij, standaard M-type                                                                             | Boerderij                | 1935     |                            | Molenweg 27                                                        | 52° 50' 5" NB, 4° 57' 23" OL  | 516095 | Boerderij, standaard M-type                            |

## Stroe
De plaats Stroe telt 3 inschrijvingen in het rijksmonumentenregister.
| Object                           | Oorspronkelijke functie? | Bouwjaar | Architect | Locatie       | Coördinaten?                  | Nr.?  | Afbeelding        |
| -------------------------------- | ------------------------ | -------- | --------- | ------------- | ----------------------------- | ----- | ----------------- |
| Boerderij van het Wieringer type | Boerderij                |          |           | Stroeerweg 7  | 52° 55' 32" NB, 4° 58' 24" OL | 38927 | Meer afbeeldingen |
| Boerderij van het Wieringer type | Boerderij                |          |           | Stroeerweg 29 | 52° 55' 42" NB, 4° 58' 50" OL | 38928 | Meer afbeeldingen |
| Boerderij van het Wieringer type | Boerderij                |          |           | Stroeerweg 39 | 52° 55' 45" NB, 4° 59' 9" OL  | 38929 | Meer afbeeldingen |

## Westerland
De plaats Westerland telt 6 inschrijvingen in het rijksmonumentenregister.
| Object                                                                     | Oorspronkelijke functie? | Bouwjaar | Architect | Locatie              | Coördinaten?                  | Nr.?   | Afbeelding                       |
| -------------------------------------------------------------------------- | ------------------------ | -------- | --------- | -------------------- | ----------------------------- | ------ | -------------------------------- |
| Boerderij van het Wieringer type                                           | Boerderij                | ca. 1800 |           | Dam 7                | 52° 53' 42" NB, 4° 54' 50" OL | 38934  | Meer afbeeldingen                |
| Boerderij van het Wieringer type                                           | Boerderij                | 19e eeuw |           | Noorderbuurt 3       | 52° 53' 46" NB, 4° 55' 7" OL  | 38935  | Boerderij van het Wieringer type |
| Toren bestaat uit drie geledingen, gescheiden door een bakstenen tandlijst | Kerk en kerkonderdeel    | ca. 1500 |           | Westerlanderweg 63   | 52° 53' 23" NB, 4° 55' 27" OL | 38936  | Meer afbeeldingen                |
| Hervormde kerk                                                             | Kerk en kerkonderdeel    | 1828     |           | Westerlanderweg 65   | 52° 53' 23" NB, 4° 55' 27" OL | 38937  | Meer afbeeldingen                |
| Peilschaalgebouw                                                           | Waterweg, werf en haven  | 1919     |           | Quaranteineweg ongd. | 52° 56' 14" NB, 5° 1' 51" OL  | 510385 | Peilschaalgebouw                 |
| Waterkeer                                                                  | Dienstwoning             | 1927     |           | Westerlanderweg 17   | 52° 53' 22" NB, 4° 55' 1" OL  | 510392 | Waterkeer                        |

## Winkel
De plaats Winkel telt 3 inschrijvingen in het rijksmonumentenregister.
| Object            | Oorspronkelijke functie? | Bouwjaar | Architect | Locatie            | Coördinaten?                  | Nr.?   | Afbeelding        |
| ----------------- | ------------------------ | -------- | --------- | ------------------ | ----------------------------- | ------ | ----------------- |
| Fraaie stolphoeve | Boerderij                | 1860     |           | Westfriesedijk 166 | 52° 47' 14" NB, 4° 53' 35" OL | 30391  | Meer afbeeldingen |
| Lucaskerk         | Kerk en kerkonderdeel    | 1845     |           | Dorpsstraat 177    | 52° 45' 32" NB, 4° 54' 48" OL | 511059 | Meer afbeeldingen |
| Huize Doornstaete | Werk-woonhuis            | 1880     |           | Bosstraat 56       | 52° 45' 27" NB, 4° 53' 59" OL | 511060 | Huize Doornstaete |

## Wieringerwaard
De plaats Wieringerwaard telt 11 inschrijvingen in het rijksmonumentenregister. Zie Lijst van rijksmonumenten in Wieringerwaard voor een overzicht.

## Wieringerwerf
De plaats Wieringerwerf telt 10 inschrijvingen in het rijksmonumentenregister.
| Object | Oorspronkelijke functie?  | Bouwjaar  | Architect                                           | Locatie                            | Coördinaten?                 | Nr.?   | Afbeelding                   |
| --- | ------------------------- | --------- | --------------------------------------------------- | ---------------------------------- | ---------------------------- | ------ | ---------------------------- |
| Gemaal Lely: gemaal | Gemaal                    | 1928-1929 | D.Roosenburg door Hillen & Roosen en Trio betonbouw | Zuiderdijkweg 22                   | 52° 46' 38" NB, 5° 6' 10" OL | 516081 | Meer afbeeldingen            |
| Gemaal Lely: dienstwoningen | Dienstwoning              | 1926      | M.J. Granpré-Molière                                | Zuiderdijkweg 18                   | 52° 46' 37" NB, 5° 6' 12" OL | 516082 | Gemaal Lely: dienstwoningen  |
| Hollands Kroon: voormalig domeinkantoor | Bestuursgebouw en onderdl | 1941-1942 | Bouwkundige afdeling van de Wieringermeerdirectie   | Ir.Smedingplein 1                  | 52° 51' 2" NB, 5° 1' 19" OL  | 516096 | Meer afbeeldingen            |
| Boerderij van het in de Wieringermeer toegepaste standaardtype Q, waarbij de woning met de kopse achterzijde links tegen de kopse voorzijde van de schuur staat | Boerderij                 | 1935      |                                                     | Noorderdijkweg 15                  | 52° 52' 6" NB, 5° 5' 34" OL  | 516097 | Upload foto                  |
| Christus Koning, R.K. kerkgebouw | Kerk en kerkonderdeel     | 1939-1940 | H.M. Martens                                        | Professor Granpré Molièrestraat 23 | 52° 51' 0" NB, 5° 1' 36" OL  | 516098 | Meer afbeeldingen            |
| Leemans: machinegebouw | Industrie                 | 1929      | Dirk Roosenburg                                     | Noorderdijkweg 26                  | 52° 55' 15" NB, 5° 2' 21" OL | 516087 | Leemans: machinegebouw       |
| Leemans: dieselolietanks | Opslag                    | 1929      |                                                     | Noorderdijkweg 26                  | 52° 55' 15" NB, 5° 2' 21" OL | 516088 | Leemans: dieselolietanks     |
| Leemans: schutsluis met brug | Waterkering en -doorlaat  | 1929      |                                                     | Noorderdijkweg 26                  | 52° 55' 15" NB, 5° 2' 21" OL | 516089 | Leemans: schutsluis met brug |
| Leemans: transformaterhuisje | Nutsbedrijf               | 1929      |                                                     | Noorderdijkweg 26                  | 52° 55' 15" NB, 5° 2' 21" OL | 516090 | Upload foto                  |
| Leemans: schotbalkenloods | Opslag                    | 1929      |                                                     | Noorderdijkweg 26                  | 52° 55' 15" NB, 5° 2' 21" OL | 516091 | Upload foto                  |